# Yemmiganur
Yemmiganur là một thành phố và khu đô thị của quận Kurnool thuộc bang Andhra Pradesh, Ấn Độ.

## Nhân khẩu
Theo điều tra dân số năm 2001 của Ấn Độ, Yemmiganur có dân số 76.428 người. Phái nam chiếm 51% tổng số dân và phái nữ chiếm 49%. Yemmiganur có tỷ lệ 50% biết đọc biết viết, thấp hơn tỷ lệ trung bình toàn quốc là 59,5%: tỷ lệ cho phái nam là 61%, và tỷ lệ cho phái nữ là 39%. Tại Yemmiganur, 14% dân số nhỏ hơn 6 tuổi.